# Paravandellia phaneronema
Paravandellia phaneronema är en fiskart som först beskrevs av Miles, 1943.  Paravandellia phaneronema ingår i släktet Paravandellia och familjen Trichomycteridae. Inga underarter finns listade i Catalogue of Life.